# Chlopaki nie placza (joc video)
Băieții nu plâng (în poloneză Chłopaki Nie Płaczą) este un joc video de aventură dezvoltat de L'Art și lansat pe 30 martie 2005. Jocul se bazează pe filmul idol de comedie Chłopaki nie płaczą și a fost comercializat (în Polonia) însoțit de un DVD cu filmul original.

## Dezvoltare
Compania L'Art din Varșovia are 25 de angajați. Este cunoscută în țările vorbitoare de limbă engleză pentru publicarea versiunilor locale ale unor jocurilor video ca Myst III: Exile, Nocturne și Hopkins FBI. Compania s-a concentrat inițial pe versiuni locale de jocuri și prezentări multimedia pentru a strânge o sumă de bani mai mare pentru producerea unui joc video nou, unic. Compania a finalizat acest joc în timp ce a dezvoltat Ski Jumping 2005 și alte două jocuri care au loc în teatrul modern de război. Maciej Oginski a terminat de scris scenariul și dialogul jocului în decembrie 2003. Procesul de dezvoltare a început oficial câteva luni mai târziu.
Maciej Oginski și-a propus să scrie un scenariu în stilul lui Monty Python și South Park care să fie plăcut și să aibă sens și pentru cei care nu văzut anterior filmele. Scenariul final a conținut aproximativ 500 de pagini, iar actorii de voce au înregistrat peste cinci ore de dialoguri, pline de argou, nou-vorbe și expletive.
Dezvoltatorii au ales să producă jocul în 2D, deoarece erau împotriva 3D și au considerat că tehnica FMV nu este potrivită. S-a afirmat într-o previzualizare pe site-ul web Just Adventure, publicată la 19 august 2004, că  L'Art intenționa să găsească o editură nord-americană pentru a lansa jocul. În cele din urmă, compania și-a lansat singură acest produs. Jocul a fost programat inițial să aibă premiera în Polonia în septembrie 2004.

## Intriga și jocul
Jocul se bazează pe filmul de comedie Chłopaki nie płaczą (din 2000, regizat de Olaf Lubaszenko) și se concentrează asupra a doi gangsteri pe nume Fred și Grucha.
Gameplay-ul este similar cu un joc clasic de aventură  bidimensional produs de LucasArts, în care jucătorii interacționează cu personajele, adună obiecte de inventar și completează puzzle-uri pentru a avansa în poveste.

## Recepție critică
Site-ul web Przygodoskop.pl a scris că jocul nu s-a dovedit a fi la fel de prost pe cât s-ar fi așteptat și a considerat că jocul va atrage doar jucătorii care caută o experiență distractivă, menționând că „puzzle-urile sunt cea mai slabă parte a jocului”.
GryPC a scris că scenariul jocului ar putea fi utilizat în mod rezonabil ca o continuare a filmului Chłopaki nie płaczą.
Game Press a lăudat în mod specific faptul că titlul a rămas în limba poloneză - deoarece s-a  pus accentul pe atragerea jucătorilor polonezi și pe includerea referințelor istorice sau culturale pe care probabil le-ar aprecia.
Adventure Gamers s-a bucurat de „superba [...] operă de artă stilizată, cu aspect somptuos”.
Gry.imro a considerat că este cel mai bun joc de aventură polonez din ultimii ani.
Imperium Gier a lăudat umorul jocului și distribuția personajelor, dar nu i-a plăcut intriga și gameplay-ul. 
Gry.mocny nu a apreciat interfața „enervantă”.
Gra.pl a remarcat că umorul jocului conține o mare cantitate de satiră socială și politică.